# Beas de Segura
Beas de Segura é um município da Espanha na província de Jaén, comunidade autónoma da Andaluzia, de área 155 km² com população de 5467 habitantes (2006) e densidade populacional de 35,27 hab./km².

## Demografia
| Variação demográfica do município entre 1991 e 2004 | Variação demográfica do município entre 1991 e 2004 | Variação demográfica do município entre 1991 e 2004 | Variação demográfica do município entre 1991 e 2004 |
| --------------------------------------------------- | --------------------------------------------------- | --------------------------------------------------- | --------------------------------------------------- |
| 1991                                                | 1996                                                | 2001                                                | 2004                                                |
| 8261                                                | 8261                                                | 6890                                                | 5477                                                |